# Amani Fancy

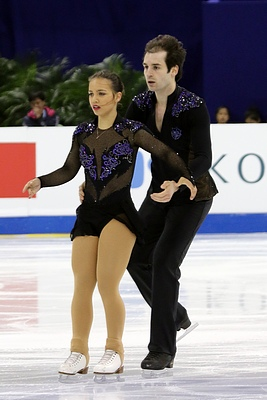
Amani Fancy and Christopher Boyadji (Weltmeisterschaften 2015)

Amani Fancy (* 14. Juli 1997 in London) ist eine britische Eiskunstläuferin. Mit ihrem Partner Christopher Boyadji wurde sie 2014 und 2016 nationaler britischer Meister im Paarlauf. Sie wird trainiert von Alexander König und startet für den EC Oberstdorf. 2019 war sie Teilnehmerin bei der zweiten Staffel der deutschen Ausgabe der Eiskunstlaufshow Dancing on Ice und gewann diese mit ihrem Tanzpartner, dem Schauspieler Eric Stehfest.